# Thibaud Chapelle
Thibaud Chapelle (Bron, 9 de mayo de 1977) es un deportista francés que compitió en remo.
Participó en los Juegos Olímpicos de Sídney 2000, obteniendo una medalla de bronce en la prueba de doble scull ligero. Ganó una medalla de bronce en el Campeonato Mundial de Remo de 2001, en la misma prueba.

## Palmarés internacional
| Juegos Olímpicos   | Juegos Olímpicos   | Juegos Olímpicos  | Juegos Olímpicos   |
| Año                | Lugar              | Medalla           | Prueba             |
| ------------------ | ------------------ | ----------------- | ------------------ |
| 2000               | Sídney (Australia) | Medalla de bronce | Doble scull ligero |
| Campeonato Mundial |                    |                   |                    |
| Año                | Lugar              | Medalla           | Prueba             |
| 2001               | Lucerna (Suiza)    | Medalla de bronce | Doble scull ligero |